# Heterotaxis santanae
A Heterotaxis santanae é uma espécie de orquídea (Orchidaceae) originária da Venezuela e Guiana Francesa, descoberta por G. Santana.
Publicação da espécie: Heterotaxis santanae (Carnevali & I.Ramírez) Ojeda & Carnevali, Novon 15: 581 (2005).

Holótipo:VEN

Basônimo: Maxillaria santanae Carnevali & I.Ramírez, Ann. Missouri Bot. Gard. 76: 377 (1989).

## Etimologia
O epíteto é uma homenagem ao descobridor desta espécie G.Santana.